# Higashi Hongan-ji

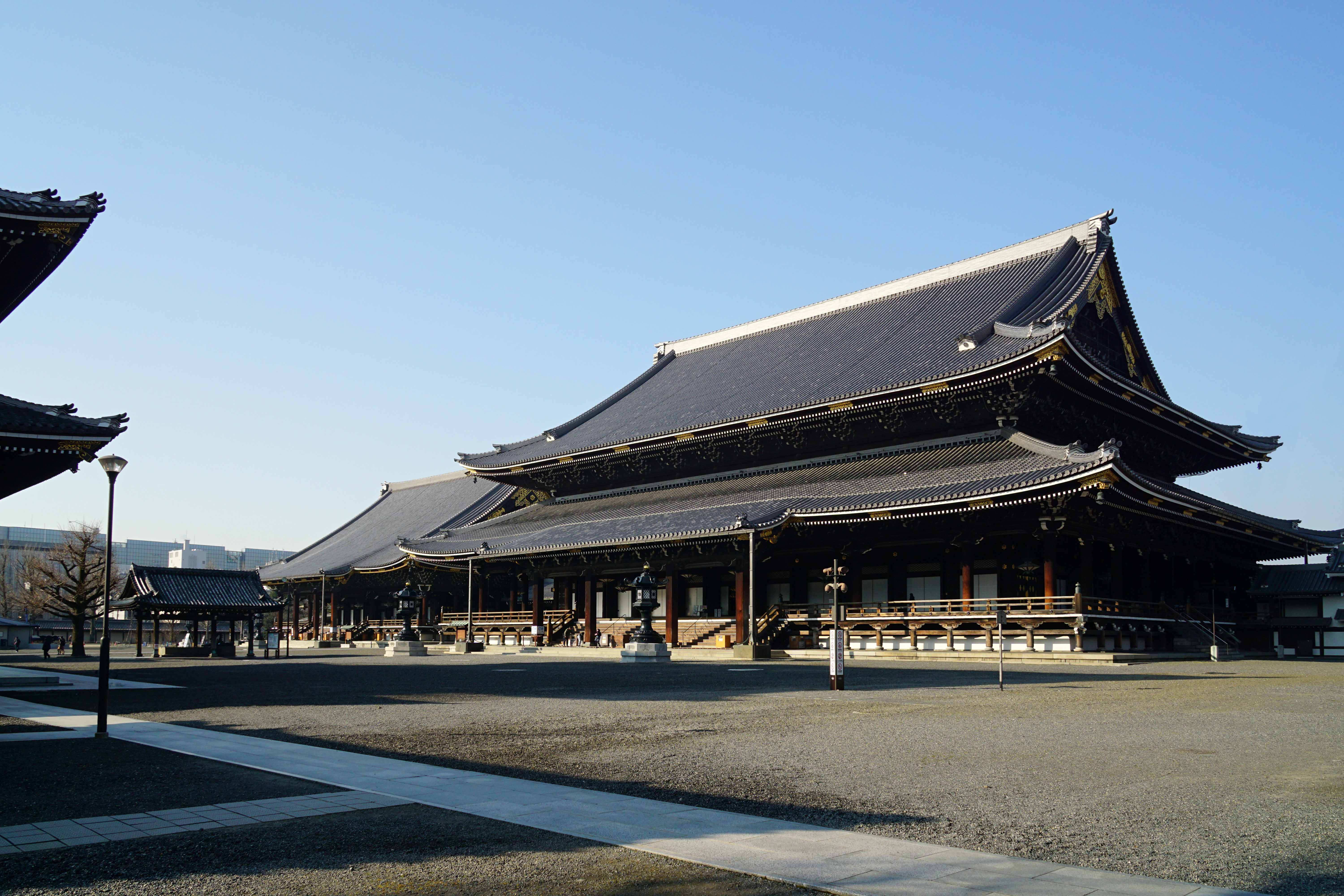
Higashi Hongan-ji

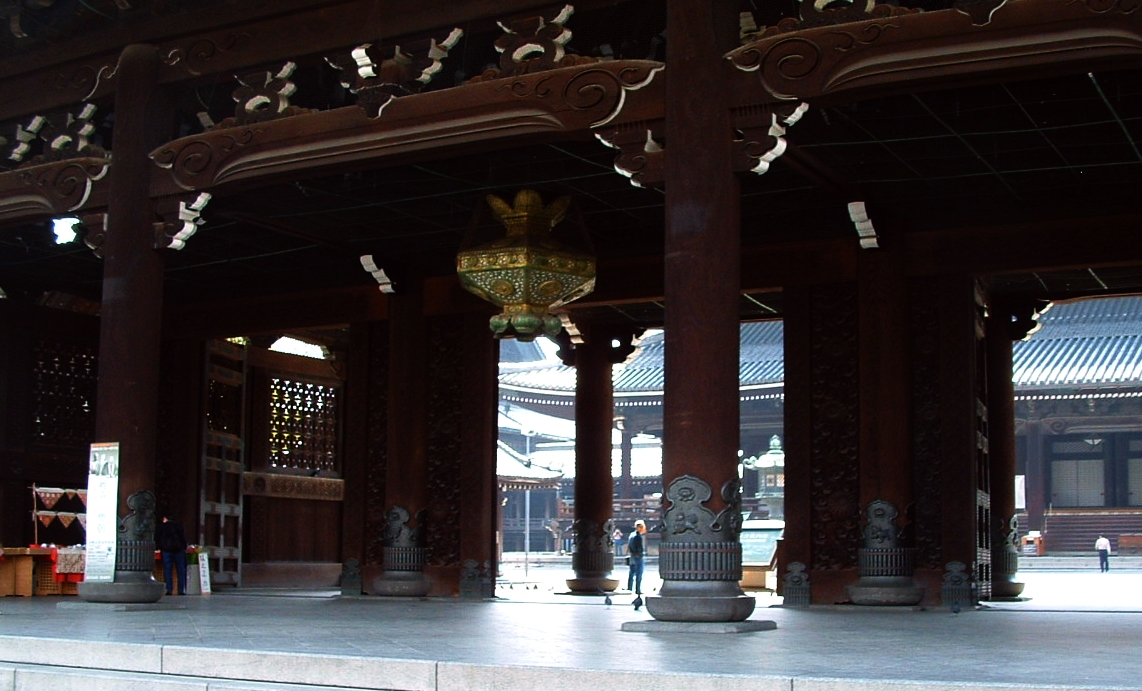
Eingang zum Higashi Hongan-ji

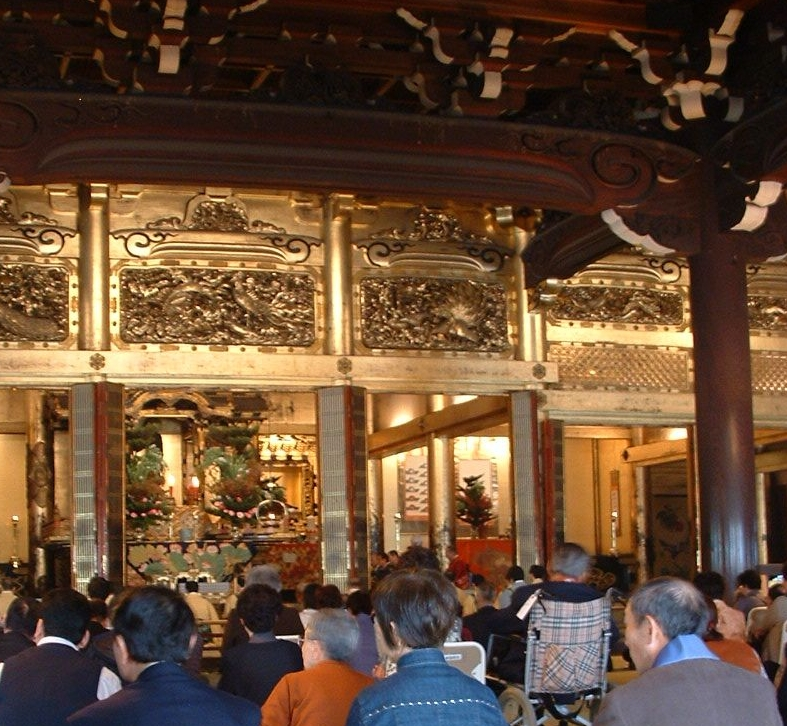
Andacht im Higashi Hongan-ji

Der Higashi Hongan-ji (japanisch 東本願寺) ist der jüngere der beiden Zwillingstempel des Hongan-ji, dessen massive Miei-dō (御影堂, Gründerhalle) bzw. dessen Haupttor oftmals das erste historische Gebäude ist, das Besucher, die vom Bahnhof in Kyōto nach Norden gehen, zu Gesicht bekommen. Er liegt im Stadtteil Shimogyō-ku.

## Geschichte
Der Higashi Hongan-ji ist der Haupttempel der Jōdo-Shinshū-Sekte Ōtani-ha, die aber zumeist nur unter dem Namen dieses Tempels firmiert.
Er sieht dem Nishi Hongan-ji zum Verwechseln ähnlich, mit seiner Buddhahalle (Amida-dō) und der größeren Gründerhalle. Die Miei-dō des Higashi Hongan-ji in ihrer heutigen Form wurde 1895 errichtet.
In einiger Entfernung vom Higashi Hongan-ji befindet sich der Garten Shosei-en, der im Besitz des Tempels ist. Der Dichter und Gelehrte Ishikawa Jōzan und der Landschaftsarchitekt Kobori Enshū sollen die Anlage im 17. Jahrhundert beeinflusst haben.
Für einige Verwirrung sorgte die 1987 erfolgte offizielle Umbenennung des Tempels in Shinshu Honbyo, oder Shinshu-Mausoleum. Er wird aber nach wie vor als Higashi Hongan-ji angesehen und bezeichnet. 1996 wurde ein neuer Higashi Hongan-ji in den Ostbergen Higashiyama von Kyōto durch Otani Korin, den 25. Abt der buddhistischen Sekte errichtet.